# Morti nel 1350
| Questa pagina contiene informazioni ricavate automaticamente dalle voci biografiche con l'ausilio del template Bio e di un bot. L'aggiornamento è periodico e automatico e ricostruisce completamente la pagina. Se manca una persona in questa lista, sei pregato di non aggiungerla, ma accertati piuttosto che la sua voce biografica contenga il template Bio e che i dati anagrafici siano correttamente compilati. Se il template Bio manca, inseriscilo tu stesso o, in alternativa, metti l'avviso {{tmp\|Bio}} che ne segnala la mancanza. Se i dati riportati sono sbagliati, correggi direttamente la voce biografica; le modifiche saranno visibili in questa lista entro pochi giorni. Per chiarimenti vedi il progetto biografie. La lista contiene solo le 33 persone che sono citate nell'enciclopedia e per le quali è stato implementato correttamente il template Bio. Pagina aggiornata al 10 ago 2025. |

- 6 gennaio - Giovanni da Murta, doge
- 25 gennaio - Alvaro Pelagio, teologo e vescovo cattolico spagnolo
- 12 marzo - Girolamo Gherarducci, presbitero italiano
- 26 marzo - Alfonso XI di Castiglia, sovrano spagnolo (n. 1311)
- 6 giugno - Bertrando di San Genesio, patriarca cattolico francese
- 16 giugno - Bonincontro di Giovanni d'Andrea, giurista italiano
- 17 luglio - Annibaldo Caetani, cardinale, arcivescovo cattolico e teologo italiano
- 27 luglio - Lucia Bufalari, religiosa italiana
- 5 agosto - Cecco da Pesaro, religioso italiano
- 7 agosto - Alberto da Sassoferrato, monaco cristiano italiano
- 7 agosto - Beltramino Parravicini, vescovo cattolico italiano
- 22 agosto - Filippo VI di Francia, re (n. 1293)
- 23 settembre - Ibn Qayyim al-Jawziyya, giurista e teologo arabo (n. 1292)
- 19 novembre - Raoul II di Brienne, nobile francese
- 23 novembre - Bernardo d'Albi, cardinale, vescovo cattolico e poeta francese
- 19 dicembre - Giacomo II da Carrara, politico italiano
- Lippo II Alidosi, nobile italiano
- Bartolomeo da Urbino, religioso, vescovo cattolico e letterato italiano (n. 1286)
- Beatrice di Bar, nobile francese (n. 1310)
- Capac Yupanqui, sovrano inca (n. 1320)
- Thomas Dagworth, cavaliere medievale e nobile britannico (n. 1276)
- Stefano Dupin, patriarca cattolico italiano
- Isidoro I di Costantinopoli
- Johannes de Muris, teorico della musica, matematico e astronomo francese
- Miles de Noyers, militare francese
- Ruggero Bernardo I di Castelbon, nobile (n. 1310)
- Juan Ruiz, poeta spagnolo (n. 1283)
- Stefano Fiorentino, pittore italiano (n. 1301)
- Teobaldo II di Palermo, arcivescovo cattolico italiano
- Berardo II da Varano, condottiero e politico italiano
- Thomas Waleys, teologo inglese (n. 1287)
- Yoshida Kenkō, scrittore giapponese
- Pere II de Santcliment, politico e ammiraglio spagnolo